# Usengue
Usengue (Usenge) é uma cidade do Quênia situada na antiga província de Nianza, no condado de Siaia. De acordo com o censo de 2019, havia 7 976 habitantes.